# リーランド・スタンフォード
アマサ・リーランド・スタンフォード（Amasa Leland Stanford、1824年3月9日 - 1893年6月21日）は、アメリカ合衆国の実業家、政治家である。妻のジェーンとともにスタンフォード大学を設立した。
ゴールドラッシュの時代にニューヨーク州からカリフォルニア州に移住し、商人や卸売業者として成功し、財を成した。1861年にカリフォルニア州知事に就任して2年の任期を1回務め、その後、上院議員として8年間活動した。1861年にセントラル・パシフィック鉄道を設立し、後に買収したサザン・パシフィック鉄道の社長として、この地域で絶大な影響力を持ち、カリフォルニアに永続的な影響を与えた。一般には「泥棒男爵」の一人とみなされている。

## 若年期と初期のキャリア
スタンフォードは、1824年に、当時のニューヨーク州ウォーターヴリート（現在のコロニー）で生まれた。8人兄弟の1人で、兄弟にはニューヨーク州上院議員のチャールズ・スタンフォード（1819-1885）、オーストラリアの実業家で霊能者のトーマス・ウェルトン・スタンフォード（1832-1918）がいる。祖先のトーマス・スタンフォードは17世紀にマサチューセッツ州チャールズタウンに入植し、後の祖先が1720年頃にニューヨーク州中央部のモホーク・バレー東部に移住した。
スタンフォードの父のジョサイアは、ある程度裕福な農家だった。ロエスルビルにあったスタンフォード家の邸宅はエルム・グローブ(Elm Grove)と呼ばれていた。エルム・グローブは1940年代に取り壊された。スタンフォードは、1836年までは公立学校に通い、1839年までは自宅で家庭教師から学んでいた。その後、ニューヨーク州クリントンのクリントン・リベラル・インスティテュートで学び、1841年から1845年まではニューヨーク州カゼノビアのカゼノビア神学校で法律を学んだ。1845年、オールバニの法律事務所に就職した。
1848年に弁護士資格を取得し、他の多くの入植者とともにウィスコンシン州ポート・ワシントンに移住して、ウェスリー・ピアースとともに法律事務所を開設した。スタンフォードは父から、ミルウォーキー以北では最も素晴らしいと言われた法律書の蔵書を贈られた。1850年、スタンフォードはホイッグ党からウィスコンシン州ワシントン郡の地方検事に指名された。
スタンフォードは1850年9月30日、26歳でジェーン・エリザベス・ラスロップ(Jane Elizabeth Lathrop)と結婚した。

## 実業家として
1852年、火事で法律書などを失ったスタンフォードは、5人の兄弟を追ってカリフォルニア・ゴールドラッシュに参加した。妻のジェーンは一時的にオールバニの実家に戻った。兄弟とともに商売を始め、カリフォルニア州ミシガン・シティ（現在のプレイサー郡ミシガン・ブラフ）で鉱夫向けの雑貨店を開き、後には問屋を経営した。また、治安判事を務め、後にサクラメント公立図書館となるサクラメント図書館協会の設立にも貢献した。1855年、妻を迎えにオールバニに戻ったが、カリフォルニアの開発の興奮の後では、東部の生活のペースは遅すぎると感じた。

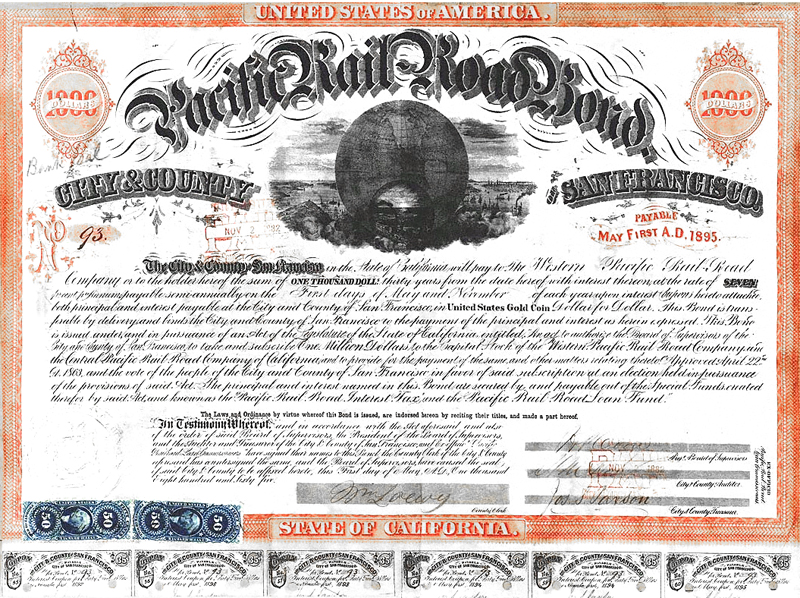
太平洋鉄道債（1865年）

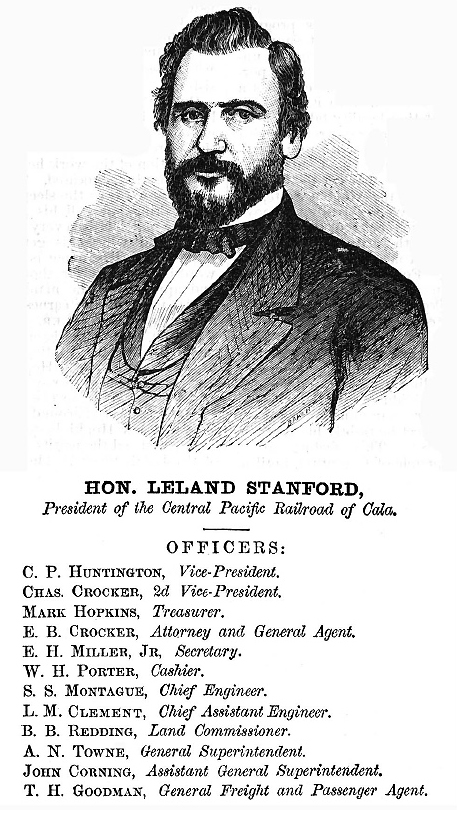
リーランド・スタンフォードと1870年現在のCPRRの役員一覧

1856年、妻とともにサクラメントに移り、そこで大規模な商取引に従事した。スタンフォードはチャールズ・クロッカー、マーク・ホプキンズ、コリンズ・ポッター・ハンティントンとともに、セオドア・ジュッダによる大陸横断鉄道の一つのセントラル・パシフィック鉄道(CPRR)の計画の主要な投資家だった。この4人の出資者は「ビッグ4」と呼ばれた。1861年6月28日にこの5人で会社を設立し、スタンフォードが社長に選出された。セントラル・パシフィック鉄道の最初の機関車は、スタンフォードに敬意を表して"Gov.Stanford"号と名付けられ、現在はサクラメントのカリフォルニア州鉄道博物館に静態保存されている。
スタンフォードは1859年にカリフォルニア州知事選に出馬したが落選した。1861年に再び立候補して当選した。スタンフォードは1期2年を務めた。
1868年5月、ロイド・テビス、ダリウス・オグデン・ミルズ、H・D・ベーコン、ホプキンズ、クロッカーとともに運送子会社のパシフィック・ユニオン・エクスプレス・カンパニーを設立した。この会社は、1870年にウェルズ・ファーゴと合併した。スタンフォードは、1870年から1884年1月までウェルズ・ファーゴ社の取締役を務めた。その後、一旦は取締役を退いたものの、1884年2月から1893年6月に亡くなるまで再び取締役を務めた。
また、1868年5月にパシフィック生命保険相互会社（現在のパシフィックライフ）を設立し、1868年から1876年まで初代社長を務めた。
セントラル・パシフィック鉄道が建設中の1868年、スタンフォードらはサザン・パシフィック鉄道の経営権を取得した。スタンフォードはサザン・パシフィック鉄道の社長に選出され、1890年にハンティントンにより追放されるまでその地位にあった。
スタンフォードは、サクラメントから東に向かってカリフォルニア州のシエラネバダ山脈を越え、ネバダ州とユタ州に至る「最初の大陸横断鉄道」の西部を建設した鉄道会社の首脳として、1869年5月10日にユタ州プロモントリーで行われた東西の鉄道を結ぶ鉄道の開通式を主宰した。CPRRの勾配は、東の終点であるアイオワ州カウンシルブラフス/ネブラスカ州オマハから西に向かって建設されたユニオン・パシフィック鉄道の勾配と合致した。スタンフォードは、開通を象徴する「最後の犬釘」を打つ栄誉も与えられた。
スタンフォードの一家は1874年にサクラメントからサンフランシスコに移り、そこでセントラル・パシフィック鉄道の関連会社である、日本と中国へ蒸気船を運行させるオクシデンタル・アンド・オリエンタル蒸気船会社の社長に就任した。
1884年に、セントラル・パシフィック鉄道とサザン・パシフィック鉄道の持株会社としてサザン・パシフィック・カンパニーが設立された。スタンフォードは、1885年に同社の社長に就任したが、1890年に同社の副社長兼企業総局であるハンティントンによってそのポスト（およびサザン・パシフィック鉄道の社長）から追放された。これは、1885年の上院選挙で、ハンティントンの友人であるアーロン・A・サージェントをスタンフォードが破ったことに対する報復であると考えられている。
スタンフォードは1890年にサザン・パシフィック鉄道の経営委員長に選出され、亡くなるまでこの役職とセントラル・パシフィック鉄道の社長を務めた。
スタンフォードは一般に、寡占によって産業を支配して莫大な私財を蓄えた「泥棒男爵」の一人とみなされている。

## 政治家として

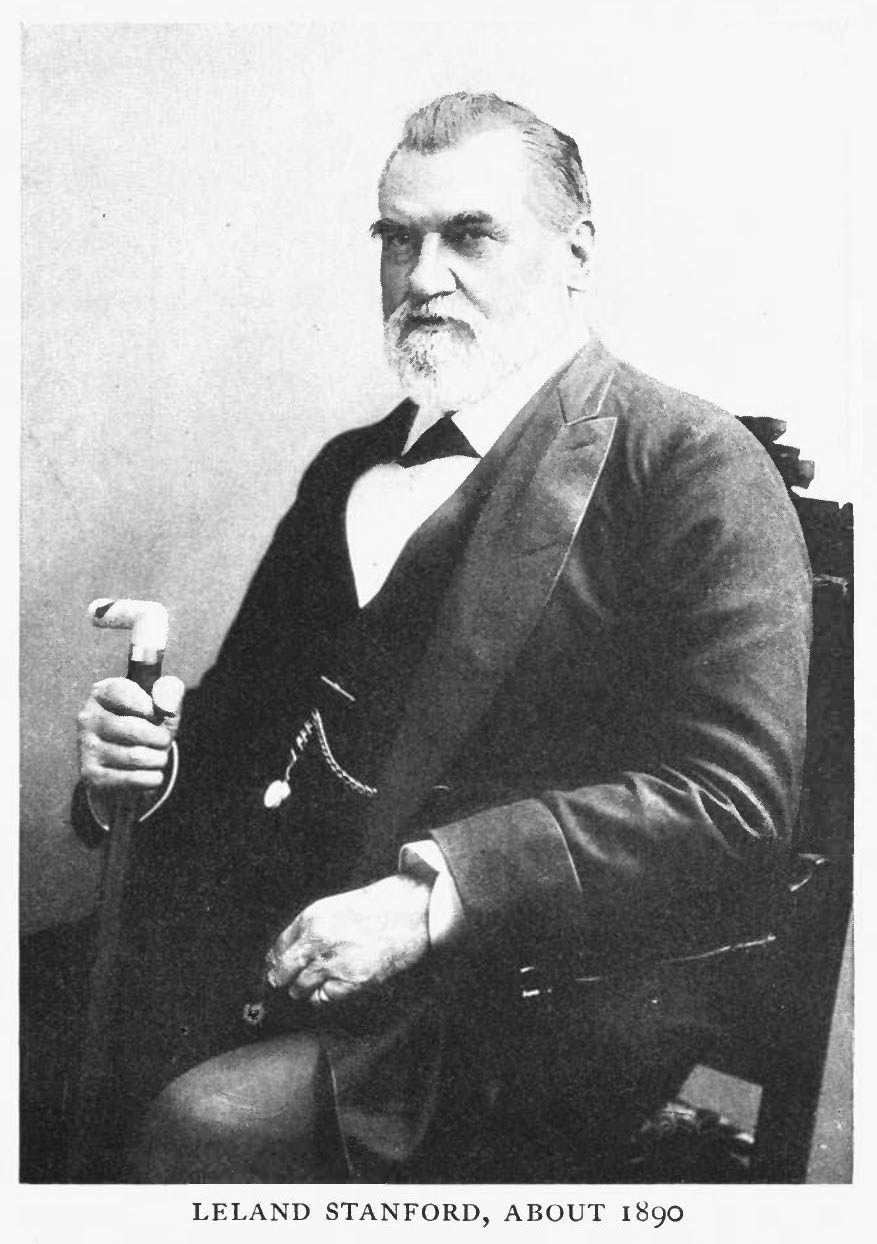
スタンフォード（1890年）

スタンフォードは政治活動も活発に行い、共和党の主要党員であった。1856年4月30日にサクラメントで他のホイッグ党の政治家と会合を開き、カリフォルニア共和党を組織した。スタンフォードは1856年と1860年に、大統領選挙人を選ぶ共和党大会の代表に選出された。スタンフォードは、1857年のカリフォルニア州財務長官選挙と1859年のカリフォルニア州知事選挙で敗北した。1860年、スタンフォードはシカゴで開催される共和党全国大会の代表に指名されたが、出席しなかった。スタンフォードは、1861年の2度目のカリフォルニア州知事選挙で勝利した。
スタンフォードは、1862年1月に第8代カリフォルニア州知事に就任した。初の共和党の知事だった。スタンフォードは、常に事前に用意した原稿を読み、大きな声でゆっくりと話すことから、原稿なしで即興で演説をする話者よりも誠実であると聴衆に印象づけた。知事在任中、州の債務を半分に削減し、森林の保護を提唱した。また、州内初の州立教員養成機関（後のサンノゼ州立大学）の設置を監督した。在任中に可決された法律によって知事の任期は2年から4年に変更されたが、スタンフォードは当初の任期通りに1863年12月に退任した。
その後、1885年に上院議員となり、亡くなる1893年までその地位にあった。上院の公共建築物・土地委員会の委員長を4年間務め、海軍委員会にも参加した。スタンフォードは、人民党が提唱するアイデアを発展させた法案を作成した。労働者協同組合の創設を促進する法案と、金本位制だけでなく地価に裏打ちされた通貨の発行を認める法案である。どちらの法案も委員会を通過しなかった。

### 中国移民との関係
カリフォルニアでのゴールドラッシュにより、この地域には新規参入者が大量に流入したが、その中には中国人移民も多く含まれた。中国人移民は迫害の対象となり、反中国感情は時間とともに政治的な問題になった。1862年1月の州議会での演説で、州知事のスタンフォードは次のように述べた。
私の考えでは、劣った人種と我々との間の和解は、あらゆる正当な手段によって落胆されるべきであることは明らかです。何百万という人口を抱えるアジアは、溢れた人口を我々の海岸に送りつけます。このクラスの多くはすでにここにあります。そして、我々が早急に移民をチェックするために何かをしない限り、太平洋の海岸で出会う移民の2つの潮流のどちらが引き返されるかという質問は、今よりはるかに困難なときに検討が強制されることになります。我々の間に多くの堕落した人々が存在し、それが優れた人種に悪影響を及ぼし、ある程度、望ましい移民を退けることは確かです。
スタンフォードは当初、この率直な発言で称賛されたが、セントラル・パシフィック鉄道が鉄道建設のために中国人労働者を受け入れていることが明らかとなり、支持を失った。

## スタンフォード大学

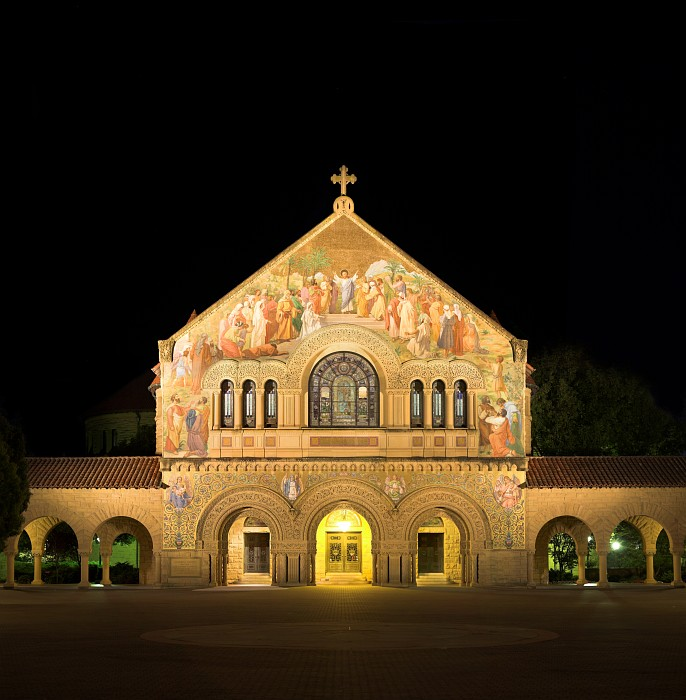
リーランド・スタンフォードに捧げられた、スタンフォード大学の記念教会

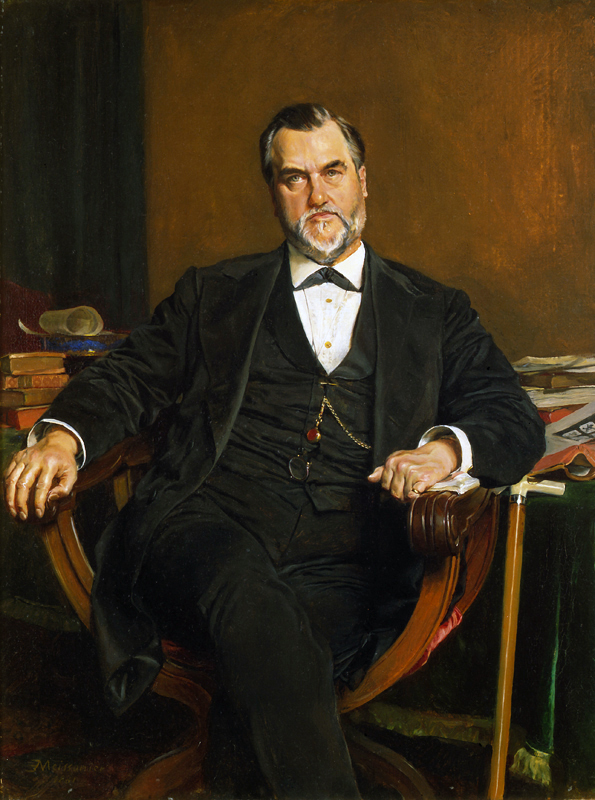
リーランド・スタンフォードの肖像（1881年、エルネスト・メソニエ作。カンター視覚芸術センター（旧 スタンフォード大学美術館）所蔵）

スタンフォードは妻のジェーンとともに、1884年に15歳で亡くなった一人息子のリーランド・スタンフォード・ジュニアを偲んでリーランド・スタンフォード・ジュニア大学（通称スタンフォード大学）を設立した。この大学は、1885年3月9日、カリフォルニア州議会の基金法によって設置され、スタンフォード夫妻からの設立基金は1885年11月14日の最初の理事会で署名された。
スタンフォード夫妻は、大学を発展させるために約4千万ドル（現在の貨幣価値で約11億3800万ドル）を寄付した。19世紀後半のスタンフォード家の保有財産は約5千万ドル（現在の貨幣価値で15億3700万ドル）と推定されている。
スタンフォード大学は1891年10月1日に開会式を行った。設立当初は農業研究を目的としていた。第1期の入学生には、後に第31代アメリカ合衆国大統領となったハーバート・フーヴァーがいる。

## その他の関心事
スタンフォードは2つのワイナリーを所有していた。1つは1869年に設立されたアラメダ郡のリーランド・スタンフォード・ワイナリーで、後に弟のジョサイアに継承された。もう1つは、テハマ郡のグレート・ヴィーナ・ランチで、面積55,000エーカー（223平方キロメートル）の、当時世界最大の葡萄園だった。そのうち3,575エーカー（14平方キロメートル）は、後にスタンフォード大学の敷地に充てられた。

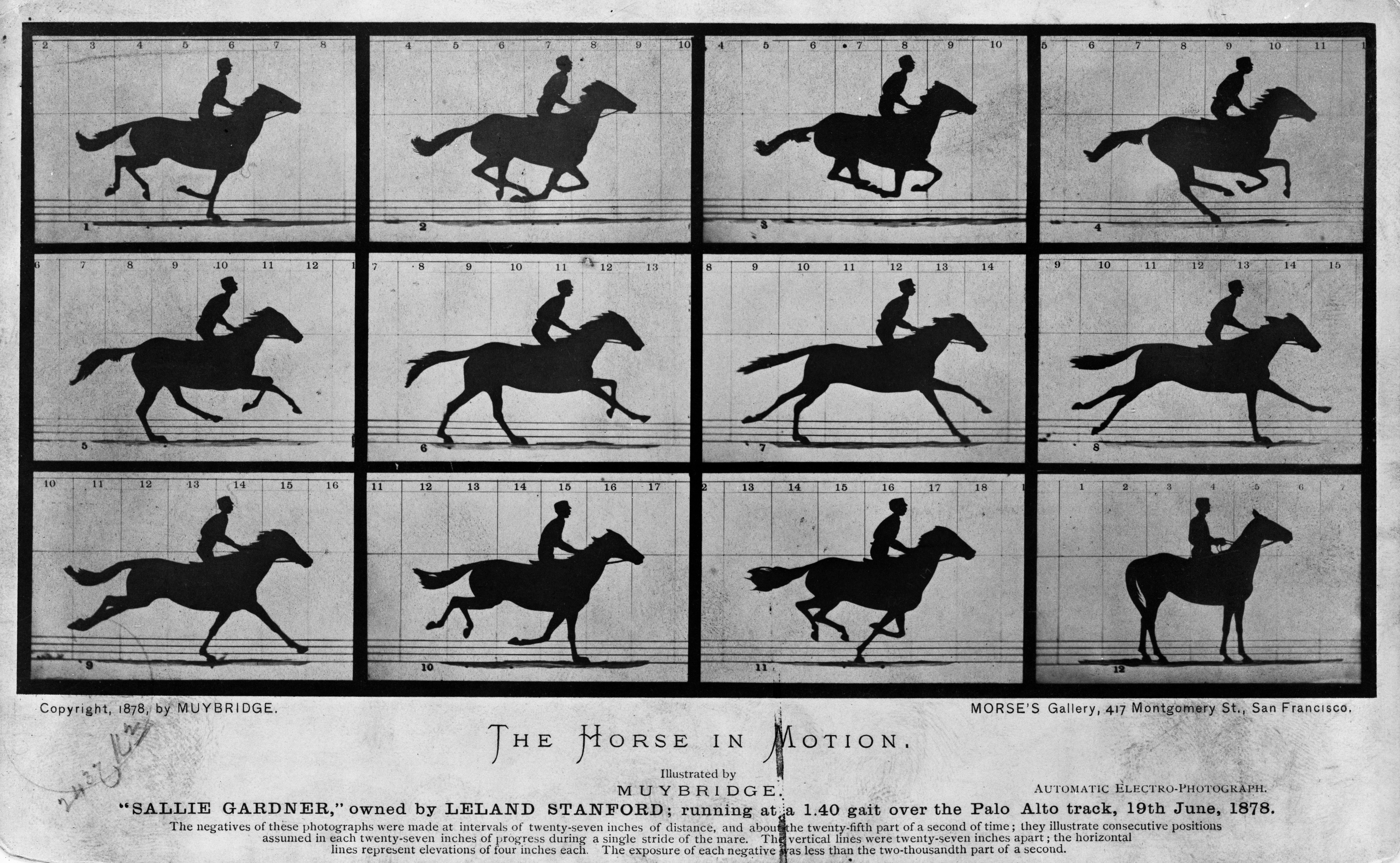
マイブリッジの『動く馬』（1878年）

スタンフォードは馬にも興味があり、ビュート郡に17,800エーカー（72平方キロメートル）のグリドリー農場を保有していた。また、サンタクララ郡にパロアルト育種農場を設立した。スタンフォードは、繋駕速歩競走用のスタンダードブレッドや平地競走用のサラブレッドを繁殖させ、調教して、レースに出していた。スタンフォードが保有した馬には、主力の種牡馬であるエレクショニア（ハンブルトニアン10産駒）と、その産駒のアリオン、スノール、パロアルト、チャイムがいた。パロアルト育種農場が後にスタンフォード大学に発展したため、スタンフォード大学には"The Farm"（農場）というニックネームがある。
スタンフォードは、馬が走るときに4本の脚全てが地面から離れる瞬間があるかどうかに関心を持っていた（それを友人たちと賭けていたという話もあるが、それを裏付ける資料はない）。1872年、スタンフォードは写真家のエドワード・マイブリッジに、馬が走る様子の撮影を依頼した。マイブリッジは研究の末に馬が走る様子の連続写真『動く馬』を撮影し、これによりスタンフォードの説が実証された。この連続写真を元に作成したアニメーションは、映画の前身の一つである。

## 邸宅

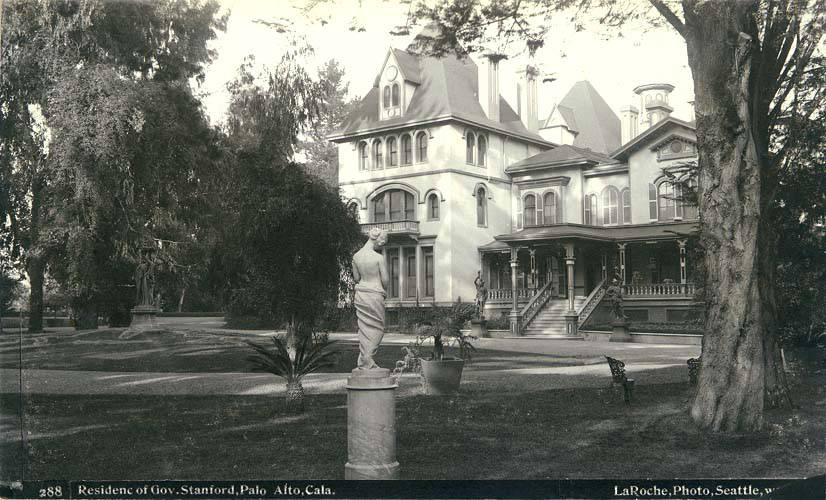
パロアルトのスタンフォード邸（1888年）

スタンフォードは、一人息子が生まれた年である1868年にサクラメントの邸宅を購入した。現在、その敷地はリーランド・スタンフォード・マンション州立歴史公園となっており、博物館となっている邸宅は、カリフォルニア州の社交行事にも使用されている。
サンフランシスコのノブ・ヒルにあったスタンフォードの家は、1906年のサンフランシスコ地震で倒壊した。跡地にはスタンフォード・コート・ホテルが建てられている。
パロアルト育種農場にあった邸宅は、1919年にルシール・パッカード小児病院の前身となる児童回復施設となり、1965年に取り壊された。

## 私生活
スタンフォードは1850年9月30日、26歳でジェーン・エリザベス・ラスロップ(Jane Elizabeth Lathrop)と結婚した。ジェーンはニューヨーク州オールバニの商人であるダイアー・ラスロップの娘だった。2人の間には長年子供がいなかったが、1868年、スタンフォードが44歳のときに唯一の子供であるリーランド・デウィット・スタンフォード（リーランド・スタンフォード・ジュニア）が生まれた。リーランド・スタンフォード・ジュニアは、1884年、ヨーロッパへの旅行中にイタリア・フィレンツェにおいて腸チフスにより15歳で客死した。
晩年は、長い間歩行運動失調に苦しんだ。リーランド・スタンフォードは、1893年6月21日にカリフォルニア州パロアルトの自宅で心不全で亡くなった。遺体は、スタンフォード大学の敷地内の霊廟に埋葬された。妻のジェーンは、ストリキニーネの中毒症状により1905年に亡くなった。
スタンフォードは1850年から1855年まで活発なフリーメーソンであり、ウィスコンシン州ポートワシントンのプロメテウスロッジのメンバーNo.17となった。西部に移動した後は、カリフォルニア州ミシガンブラフのミシガンシティロッジのメンバーNo.47になった。

## 栄誉
- セントラル・パシフィック鉄道には、スタンフォードにちなんで名付けられた機関車が2両ある[40][41]。
  - Gov. Stanford（スタンフォード知事号） - 車輪配置 4-4-0の機関車。1863年にフィラデルフィアのノリス機関車製作所によって建造され、帆船でサンフランシスコに運ばれた。サクラメントのカリフォルニア州立鉄道博物館に保存されている。
  - El Gobernador - 車輪配置 4-10-0（英語版）の機関車。1884年にサクラメントのセントラル・パシフィック鉄道の工場で建造された。貨物運搬車とする予定だったが、性能不足が判明し、1894年7月に廃棄された。
- スタンフォード大学のキャンパスにあるスタンフォード記念教会（英語版）は、スタンフォードに捧げられたものである。
- 2008年、スタンフォードはカリフォルニア博物館（英語版）のカリフォルニア殿堂（英語版）に殿堂入りした。親戚のトム・スタンフォードが代理で式典に参加した[42]。